# بیس(سیکلواکتاتتراان)آهن
بیس(سیکلواکتاتتراان)آهن(به انگلیسی: Bis(cyclooctatetraene)iron) یک ترکیب آلی حاوی آهن با فرمول شیمیایی Fe(C8H8)2 است که به اختصار Fe(COT)2 نیز نمایش داده می‌شود. این ماده به صورت جامد سیاه رنگ حساس به هوا است که در دی‌اتیل اتر و حلال‌های آروماتیک محلول است. این ترکیب پس از چند روز حتی در جو بی اثر در محلول تجزیه می‌شود. این ماده کاربرد شناخته شده‌ای ندارد اما به عنوان منبع انحلال پذیر Fe(0) مورد مطالعه قرار دارد.

## سنتز
برای سنتز آزمایشگاهی Fe(COT)2، از تکنیک‌های عاری از هوا استفاده می‌شود، که شامل کاهش فریک استیل‌استونات توسط تری‌اتیل‌آلومینیوم در حضور ۷٬۵٬۳٬۱- سیکلواکتاتتراان است:
Fe(C5H7O2)3 + 2 C8H8 + 3 Al(C2H5)3 → Fe(C8H8)2 + 3 Al(C2H5)2(C5H7O2) + 3⁄2 C2H4 + 3⁄2 C2H6